# L'Abominable Homme des bois
L'Abominable Homme des bois (France) ou Les Simpson, coureurs de bois (Québec) (The Call of the Simpsons dans la version originale) est le 7e épisode de la première saison de la série télévisée d'animation Les Simpson.

## Synopsis
Comme Homer est jaloux du nouveau camping-car de Flanders, il décide de s'en acheter un chez le concessionnaire Bob, mais en raison de sa situation financière, il peut seulement s'en acheter un vieux hors d'usage. Fier de son nouvel engin, Homer amène toute sa famille en vacances. Alors qu'il conduit sur une route de campagne, Homer perd le contrôle et le véhicule se retrouve en équilibre au bord d'un précipice. La famille parvient à en sortir juste avant qu'il ne tombe et explose.
Perdus en forêt, Homer et Bart décident de partir à la recherche de la civilisation sans se rendre compte que Maggie les suit. Dès qu'elle se sépare d'Homer et de Bart, Maggie se fait adopter par une famille d'ours. Après avoir perdu leurs habits dans une rivière, Homer et Bart utilisent des plantes et de la boue pour se couvrir. À cause d'un campeur ayant pris Homer pour Bigfoot, la forêt est bientôt envahie par des chasseurs et des commerçants désireux de voir la bête. Un journaliste trouve Marge et l'avertit qu'il y a une créature dangereuse dans les parages, mais quand elle voit la photo d'Homer, elle avoue que c'est son mari et essaye d'éclaircir le mystère. Les autorités refusent tout de même de l'écouter et continuent d'affirmer que c'est Bigfoot.
Gelé et fatigué, Homer tombe dans un piège tendu par les chasseurs et est capturé pour faire des analyses. Après quelques tests, les scientifiques laissent Homer retourner avec sa famille sans pouvoir déterminer à quelle race il appartient : une bête intelligente ou un humain stupide ?